# روبرت فيلوز
روبرت فيلوز (بالإنجليزية: Robert Fellows)‏ هو منتج أفلام أمريكي، ولد في 23 أغسطس 1903، وتوفي في 11 مايو 1969.

## وصلات خارجية
- روبرت فيلوز على موقع IMDb (الإنجليزية)
- روبرت فيلوز على موقع قاعدة بيانات الفيلم (الإنجليزية)